# Centaurea tougourensis
Centaurea tougourensis — вид квіткових рослин родини айстрових (Asteraceae). Ареал: південний Алжир (регіон Аурес).